# Průzkum vesmíru

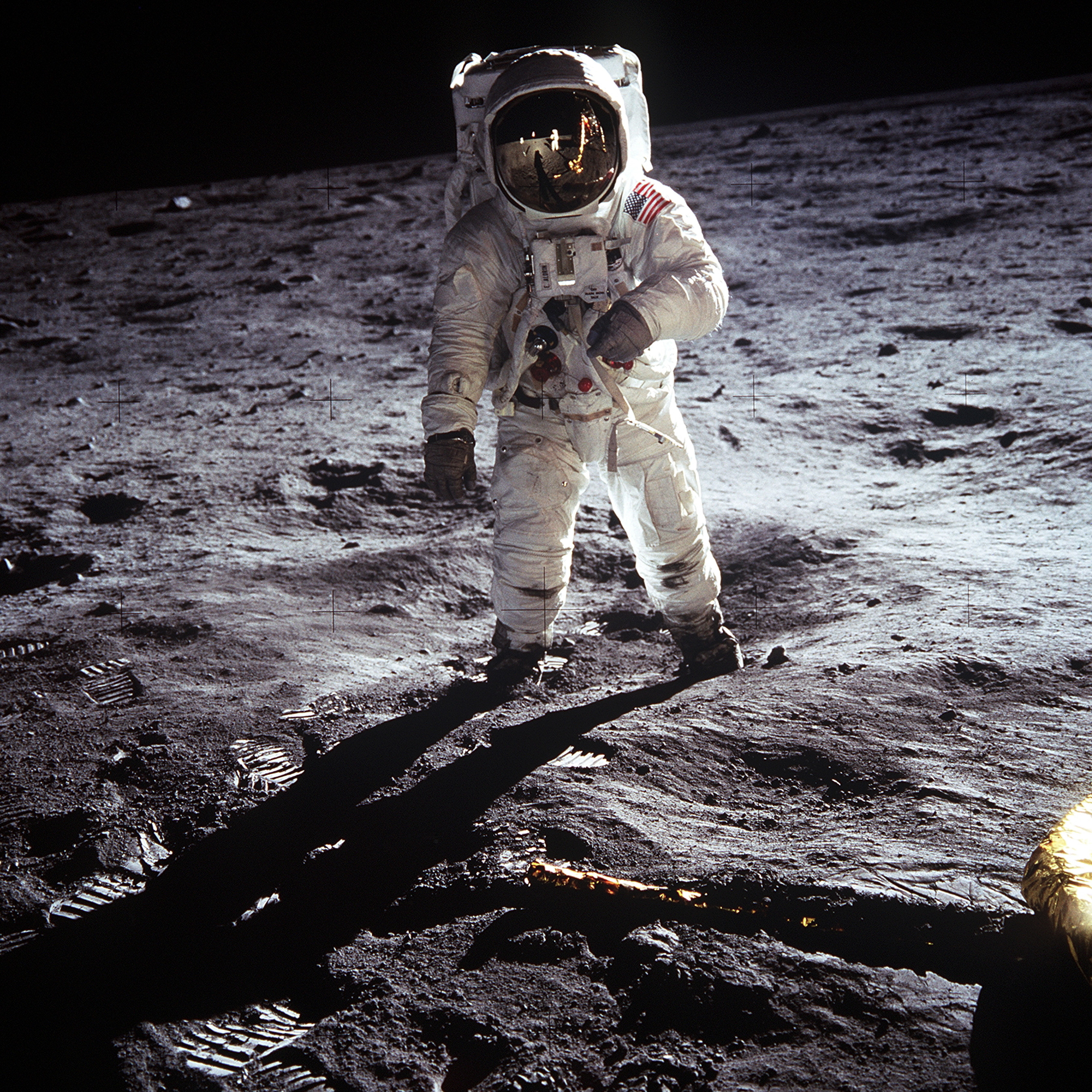
Buzz Aldrin na měsíci v rámci mise Apollo 11

Průzkum vesmíru probíhá již od starověku, věnuje se mu astronomie a zásadním zlomem v něm byl vynález dalekohledu. Ve 20. století začal i fyzický průzkum prováděný za pomoci robotických kosmických sond bez posádky i pilotovaných kosmických letů. Fyzický průzkum umožnil především vývoj raketové techniky. K důvodům průzkumu vesmíru patří pokrok ve vědě a zisk nového poznání, národní prestiž, sjednocení různých národů, zajištění budoucího přežití lidstva a zisk vojenských a strategických výhod proti jiným zemím. Raná éra fyzického průzkumu vesmíru ve 2. polovině 20. století byla poháněna "vesmírným závodem" mezi Sovětským svazem a Spojenými státy, jež byl součástí studené války. Krom prestiže šlo v kosmickém závodě také o kontrolu kosmického prostoru jako potenciálního místa pro odpálení jaderných a jiných zbraní. K mezníkům první fáze fyzického průzkumu vesmíru patřilo vypuštění první umělé družice Sputnik I (1957), vyslání první živé bytosti do vesmíru (1957), vyslání prvního člověka, Jurije Gagarina, do vesmíru (1961), první kosmická vycházka Alexeje Leonova (1965), první přistání na jiném kosmickém tělese (1966) a přistání člověka na Měsíci (1969). Poté se průzkum začal soustředit na vývoj struktur, jimiž lze vesmír zkoumat opakovaně nebo dlouhodobě (projekt raketoplánů, Mezinárodní vesmírná stanice). Konec studené války průzkum znatelně zpomalil. Nový impuls a také obnovení prestižního soupeření přinesl čínský vesmírný program, který byl spuštěn v roce 2000, a jehož součástí jsou i pilotované kosmické lety. Čína se stala po USA a SSSR (respektive Rusku) třetí zemí, která byla schopná lidskou posádku do vesmíru dostat, prvně tak učinila roku 2003. Vlastní kosmický program začala rozvíjet i Indie, Japonsko a Evropská unie. Dvěma hlavními programy 20. let 21. století jsou Mezinárodní lunární výzkumná stanice plánovaná Čínou a program Artemis vedený Spojenými státy, s plánem na vybudování stanice Gateway poblíž Měsíce a základního tábora na Měsíci.